# پیوکینتو سوتو
پیوکینتو سوتو (اسپانیایی: Pioquinto Soto‎; ۱۵ ژوئیهٔ ۱۹۱۵ – ۵ ژوئن ۱۹۸۲) بازیکن بسکتبال اهل مکزیک بود. وی در بازی‌های المپیک تابستانی ۱۹۵۲ شرکت کرده‌است.